# Раковиця (Крань)
Раковиця (словен. Rakovica) — поселення в общині Крань, Горенський регіон, Словенія. Висота над рівнем моря: 377,2 м.